# Saint-Sornin-la-Marche
Saint-Sornin-la-Marche – miejscowość i gmina we Francji, w regionie Nowa Akwitania, w departamencie Haute-Vienne.
Według danych na rok 1999 gminę zamieszkiwało 239 osób, a gęstość zaludnienia wynosiła 9 osób/km² (wśród 747 gmin Limousin Saint-Sornin-la-Marche plasuje się na 356. miejscu pod względem liczby ludności, natomiast pod względem powierzchni na miejscu 244.).

## Populacja

Populacja Saint-Sornin-la-Marche w latach 1962–2008